# آرثر بزكوير
آرثر بيرنارد زكوير (بالإنجليزية: Arthur Bernard Bisguier)‏ (ولد في 8 أكتوبر 1929 - 5 أبريل 2017) هو لاعب ومروج للشطرنج وكاتب حاصل على لقب أستاذ كبير (بالإنجليزية: Grandmaster (GM))‏ من الاتحاد الدولي للشطرنج. فاز بزكوير ببطولتين للويلات المتحدة للناشئين في عامي (1948، 1949)، وثلاثة ألقاب ببطولة الولايات المتحدة المفتوحة للشطرنج (1950، 1956، 1959)، وبطولة أمريكا عام 1954. لعب للولايات المتحدة في خمسة أولمبياد للشطرنج. كما لعب في بطولتين ما بين المناطقية (1955، 1962). في 18 مارس 2005، لقبه الاتحاد الأمريكي للشطرنج (USCF) ب«عميد الشطرنج الأمريكية».

## روابط خارجية
- آرثر بزكوير على موقع مباريات الشطرنج (الإنجليزية)
- آرثر بزكوير على موقع 365Chess.com (الإنجليزية)
- آرثر بزكوير على موقع Chesstempo.com (الإنجليزية)
- آرثر بزكوير على موقع الاتحاد الأمريكي للشطرنج (الإنجليزية)
- آرثر بزكوير سجل أولمبياد الشطرنج على موقع OlimpBase.org (الإنجليزية)